# Xanthorhoe albomarginata
Xanthorhoe albomarginata là một loài bướm đêm trong họ Geometridae.